# 安中宿

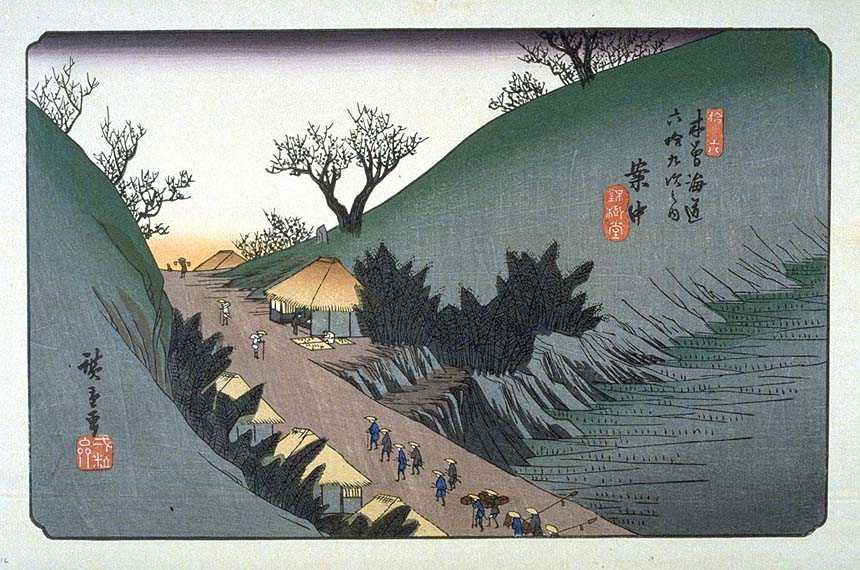
木曽海道六十九次 安中（歌川広重画）

安中宿（あんなかしゅく）は、中山道六十九次の江戸（日本橋）から15番目の宿場町である。現在の群馬県安中市安中に位置し、安中藩・安中城の城下町でもあった。

## 概要

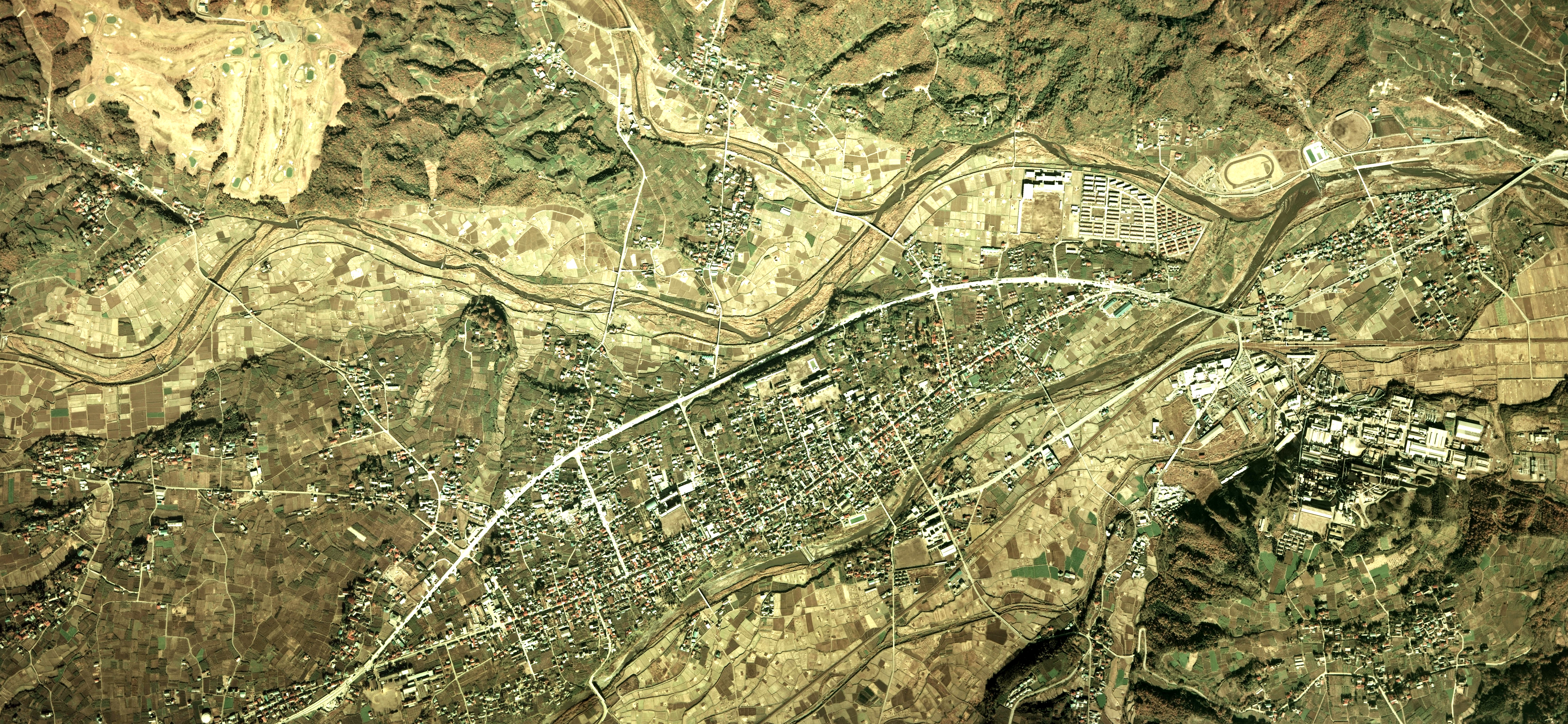
安中宿周辺の空中写真。北を九十九川、南を碓氷川に挟まれた河岸段丘上に位置する。国道18号南側を東西に並行して走る狭い街道筋が旧安中宿である。1975年撮影の4枚を合成作成。
。

安中宿は、上野国碓氷郡安中の碓氷川と九十九川に挟まれた海抜180mの河岸段丘上にあり、中山道で日本橋から15番目の宿場町であった。現在の群馬県安中市安中に位置した。なお安中宿より東、JR東日本安中駅北東側の碓氷川南岸・安中市中宿にも中宿という宿場が存在した（中山道の公式な宿場ではない）。
安中は戦国時代までは野後（のじり）という地名で、古代東山道も通過しており『延喜式』には野後に駅が置かれたことが見える。もっとも板倉勝明『安中志』には徳川家康の関東入国以前の中山道は北裏を通過しており、安中城も松井田城も北が大手だったと伝えられているとある。天正10年（1582年）5月に滝川一益は「安中町」に自判がなければ伝馬を許さない旨の文書を発しているが安中宿という文言は見えない。
「安中宿」の初見は慶長7年（1602年）6月2日付「定」で、宛名が「安中宿中」となっていて宿々の荷物付け送りについて定めており、この頃には宿場が形成されていたとみられる。安永5年（1776年）、安政5年（1858年）、慶応3年（1867年）に宿場の大半が焼失する大火が発生している。
安中宿の特徴として宿場が無高であることが挙げられる。なぜかと言うと安中宿は安中村という独立した村ではなく街道の北側は上野尻村、南側は下野尻村の土地に屋敷が建ち並んでいたためである。
宿場の範囲は安中4丁目の信号を東端、地域福祉支援センター前を西端としてその間224間（約407メートル）であった。天保15年（1844年）の『安中宿書上』によれば、安中宿の宿内家数は64軒、うち本陣1軒、脇本陣2軒、旅籠17軒で宿内人口は348人であった。本陣須藤家は現在の安中郵便局の場所にあり、先祖は間仁田城主と伝わり、問屋を兼ねた。本陣の規模は間口14間半、奥行25間で建坪192坪だった。脇本陣は上の脇本陣金井家が間口11間半、下の脇本陣須田家が間口8間だった。
安中宿本陣古文書は安中市の重要文化財に指定されている。

### 安中宿の助郷
中山道の宿場では人馬継立のための御定人馬を50人50疋を通常備えることとされていたが、安中宿は小規模だったために25人25疋の「半減勤」で許されていた期間が非常に長い。半減勤の適用がなかった期間は、文化8年（1811年）から文政5年（1822年）までと、弘化4年（1847年）から万延元年（1860年）までのわずか24年間で、残りのほとんどの期間で半減勤が認められていたことになる。他方、宿場の人馬のみでは不足する場合には周辺の助郷の村々に負担させることとなるため、宿場と助郷の村とで半減勤の適用を巡って争いとなった。安中宿の助郷の村は19ヶ村で以下の通り。
合計　19ヶ村　10,714石
| 上野尻村    | 505石   |  |
| 谷津村      | 405石   |  |
| 下野尻村    | 412石   |  |
| 中宿村      | 610石   |  |
| 岩井村      | 526石   |  |
| 大谷村      | 181石   |  |
| 小俣村      | 277石   |  |
| 古屋村      | 271石   |  |
| 高別当村    | 338石   |  |
| 下後閑村    | 1,293石 |  |
| 中秋間村    | 428石   |  |
| 下秋間村※   | 554石   |  |
| 野殿村※     | 1,077石 |  |
| 下間仁田村※ | 737石   |  |
| 大竹村※     | 1,000石 |  |
| 藤木村※     | 480石   |  |
| 大桑原村※   | 404石   |  |
| 高尾村※     | 1,035石 |  |
| 小桑原村※   | 181石   |  |

（安中藩領以外の村には※を付した。）
文化8年（1811年）に半減勤が解除されたきっかけは、天明大噴火による被害を受けた中山道の宿場に対し1ヶ年50両の馬飼料代が江戸幕府から与えられたことにある。安中宿の助郷村が、安中宿も拝借金を受けるのであれば、半減勤を解くべきであるとして訴え出て、それが認められたのだった。安中宿側は再度の半減勤認可を求めて道中奉行に訴え出て、安中藩主・板倉勝明もこれを後押しした一方、安中藩領以外の村の反対は根強かった。その際に作られたのが、勘定奉行兼道中奉行・石川忠房を生き神様として祀る生祠である。結果的に文政5年（1822年）12月1日から弘化4年（1847年）11月までの25年間、増助郷23か村が付けられることとなった。文政3年（1820年）に作られた生祠は行方不明となったが、昭和35年（1960年）に再建された祠と天保5年（1834年）建立の「石川館駅使生祠之碑」が安中市指定史跡となっている。

## 最寄り駅
- 東日本旅客鉄道（JR東日本）信越本線 安中駅

## 史跡・みどころ
旧碓氷郡役所
1911年に建築された木造平屋の役所建築。1923年の郡制廃止、1926年の郡役所廃止により役所として使用された期間は短く、その後は主として農業関係の公的施設として使われてきた。1996年に安中市重要文化財指定を受け、復元保存。
安中教会
日本基督教団の教会。教会としての設立は1878年。キリスト教会としては群馬県初のもの。設立者は新島襄。教会堂・旧牧師館・旧柏木義円書斎・旧ベーケン邸の4棟が国の登録有形文化財。教会堂は新島襄没後30年記念として1919年に建てられた石造建築で、正式名称は「新島襄記念会堂」という。
旧安中藩郡奉行役宅
旧猪狩家住宅。安中藩の幕末期における奉行であった猪狩家より寄付を受け、安中市が文化財として保全管理を行っている。一般公開されている。
旧安中藩武家長屋
安中藩の家臣が居住していた長屋（隣家と壁を共有する集合住宅）。安中藩奉行役宅の並びにあり、一般公開されている。
有田屋
安中の名士である湯浅家が経営する醤油味噌醸造会社。三代目湯浅治郎は新島襄の後援者であり、また安中教会や便覧舎の設立にもかかわっている。
便覧舎址
有田屋の向かいに石碑が残る。日本最初期の図書館のひとつ。
新島襄旧宅
新島襄は安中藩士の子として江戸に生まれ、アメリカからの帰国後、父母の住むこの家に暮らした。旧宅は市街地西端近くに残されており、新島襄記念館として一般公開されている。もっとも、新島襄はほとんどこの家に落ち着いてすごした時期はなかった模様である。

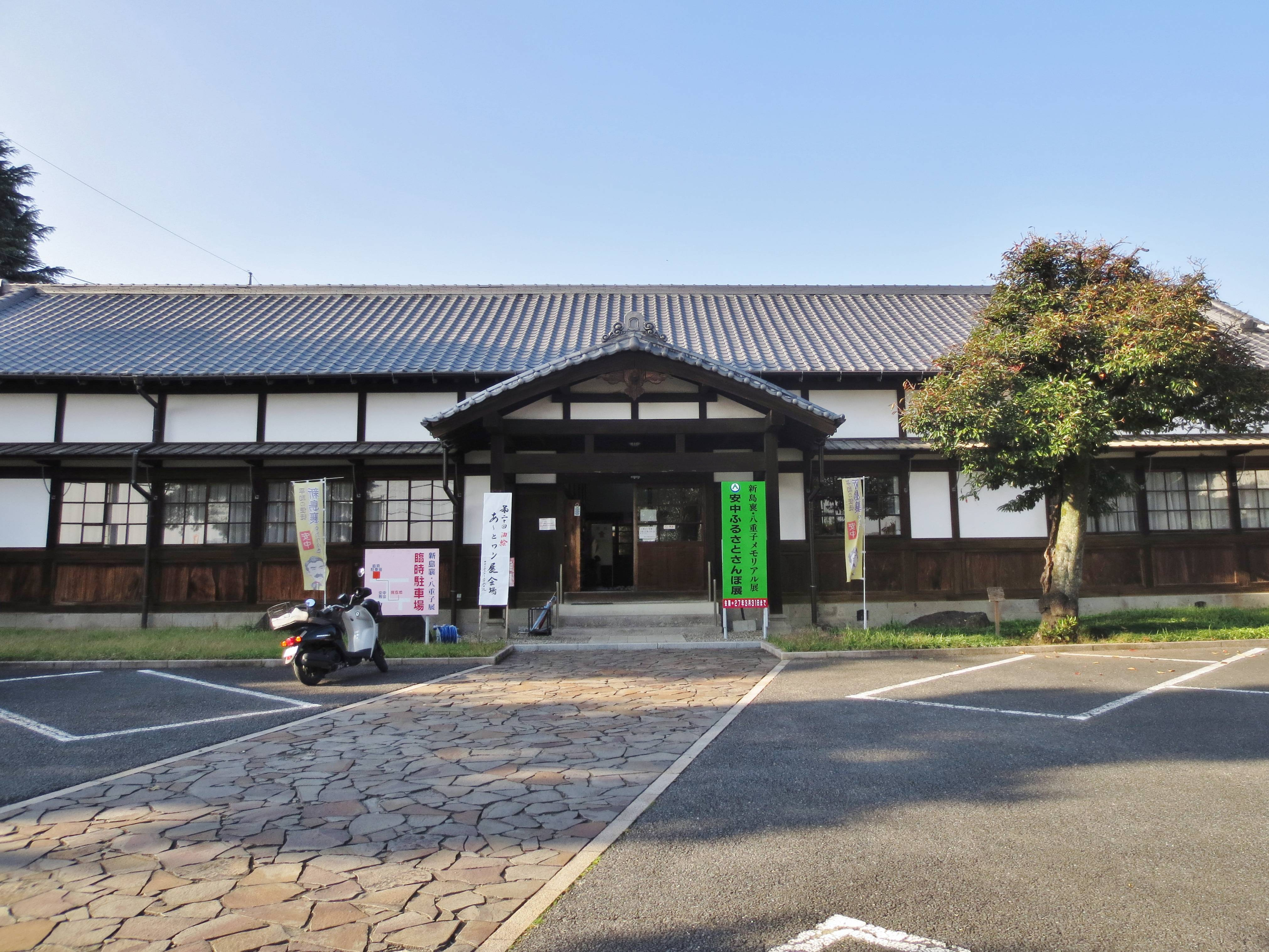
旧碓氷郡役所
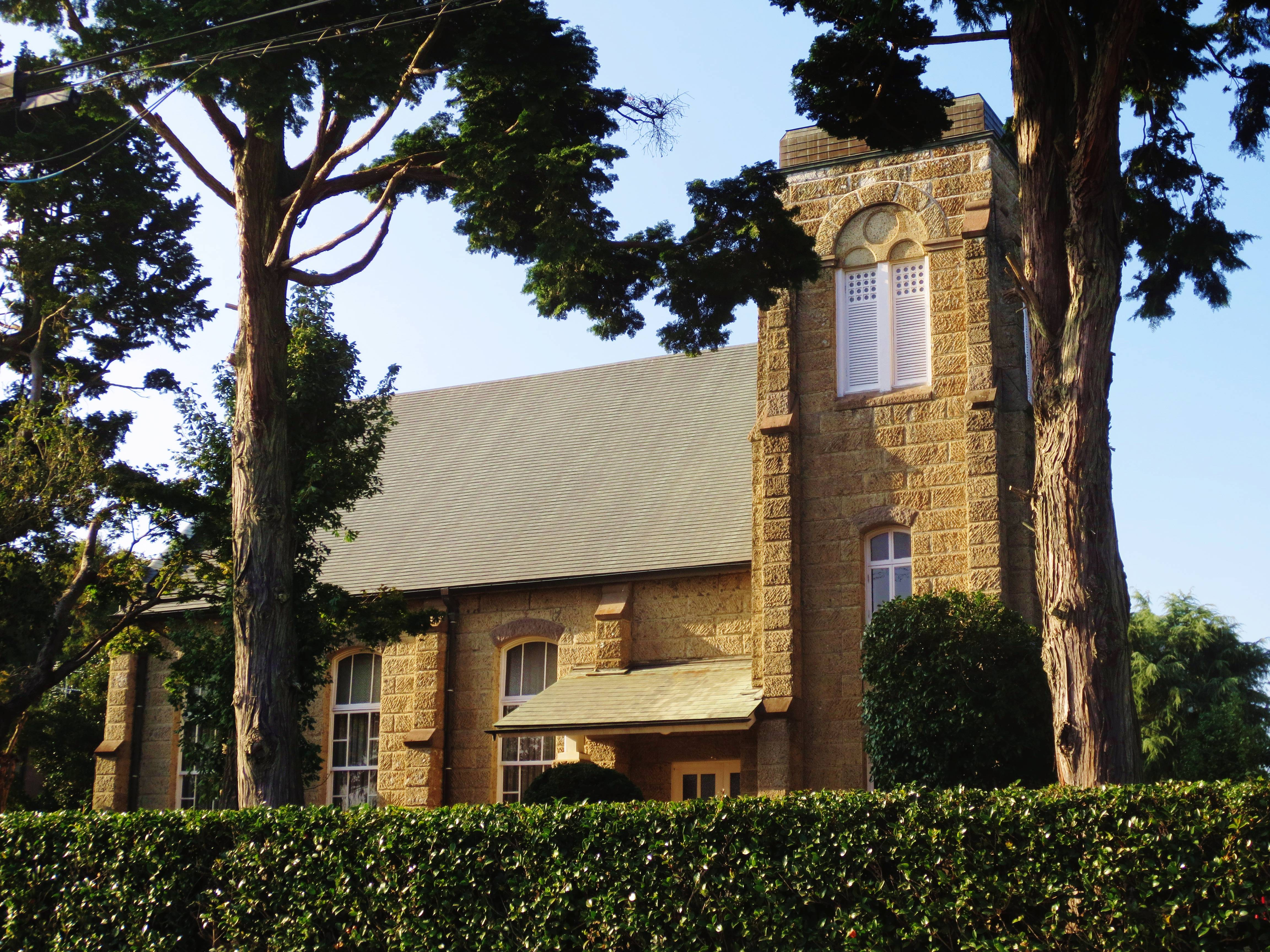
安中教会
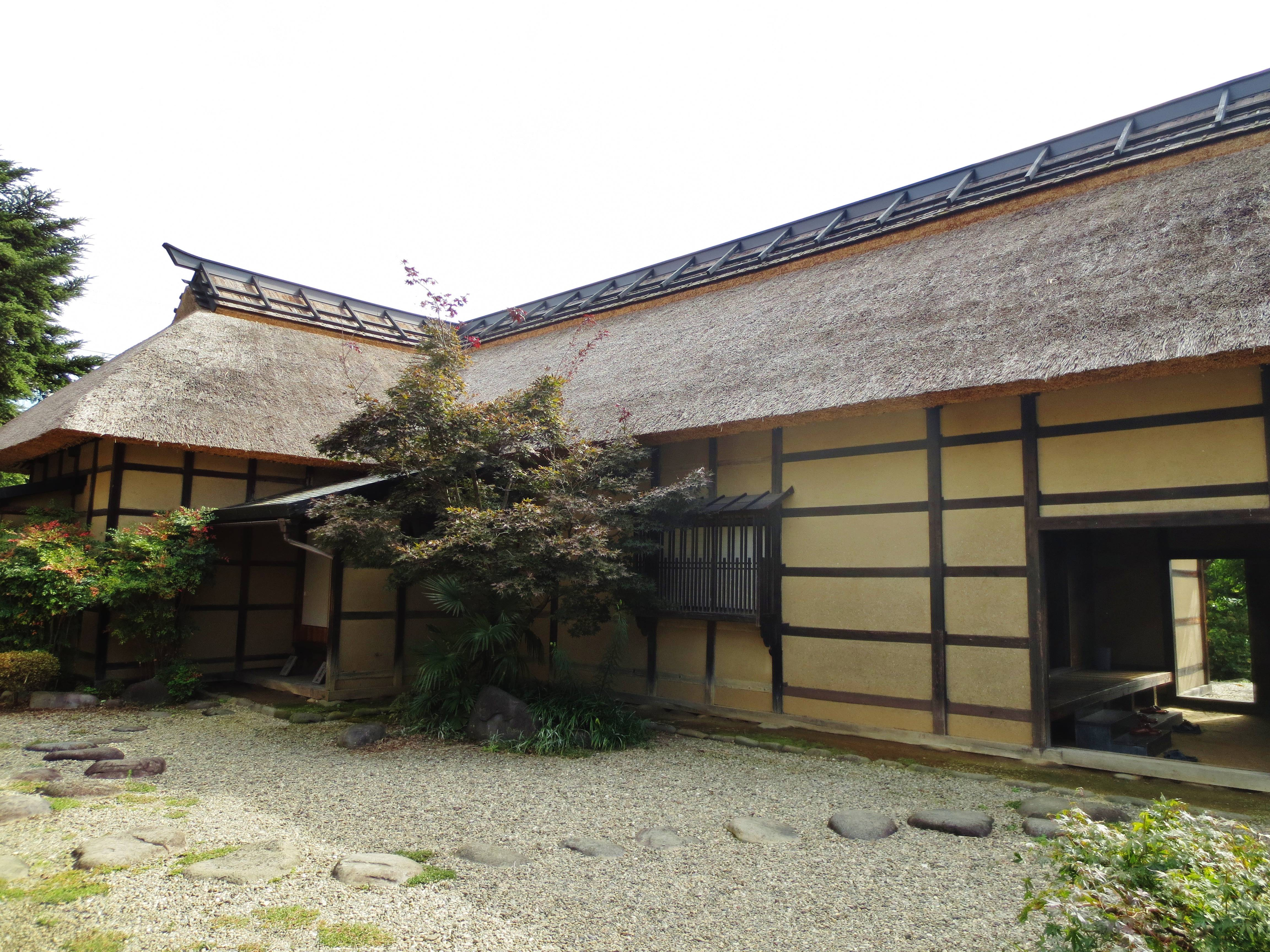
旧安中藩郡奉行役宅
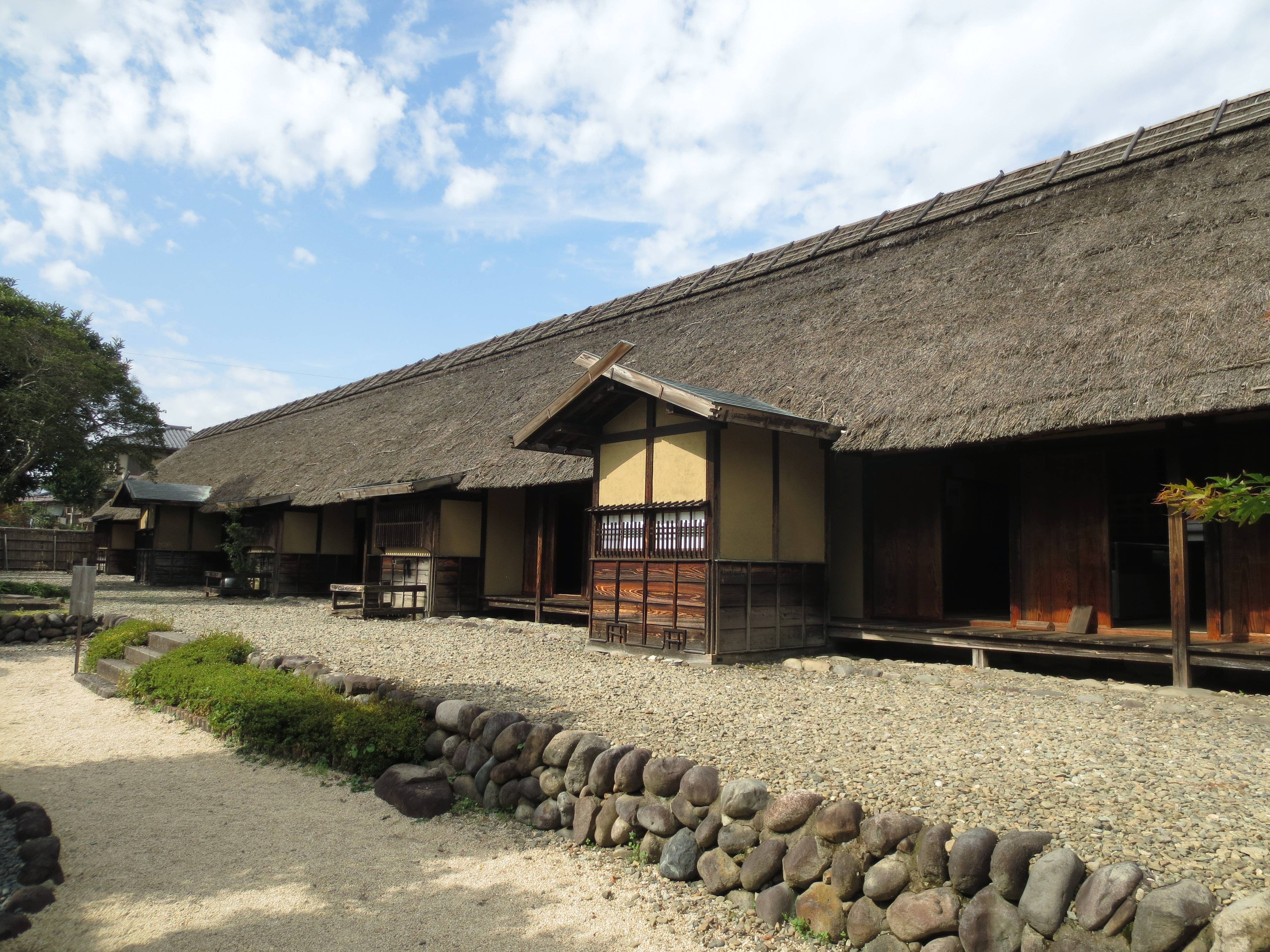
旧安中藩武家長屋
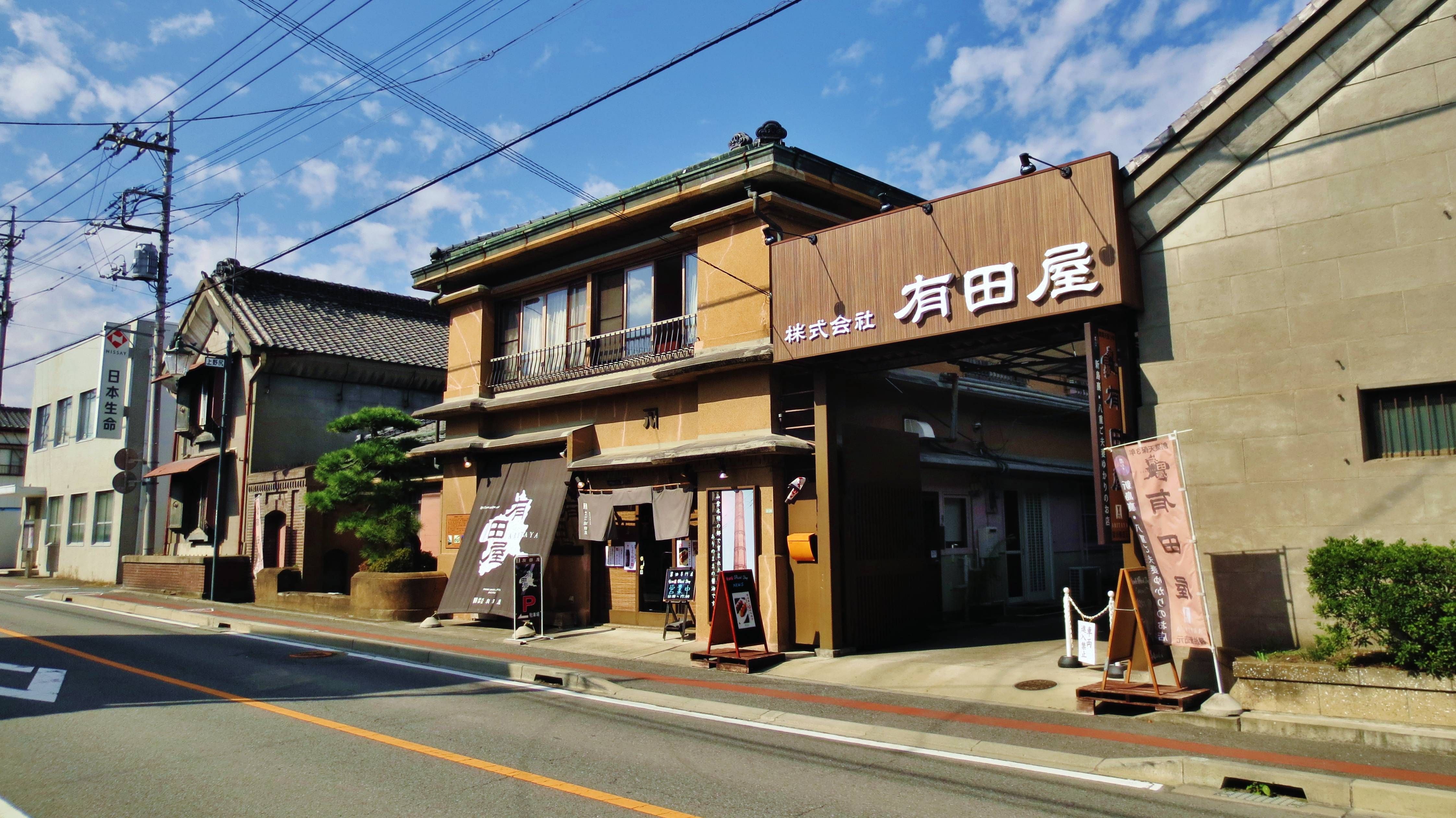
有田屋
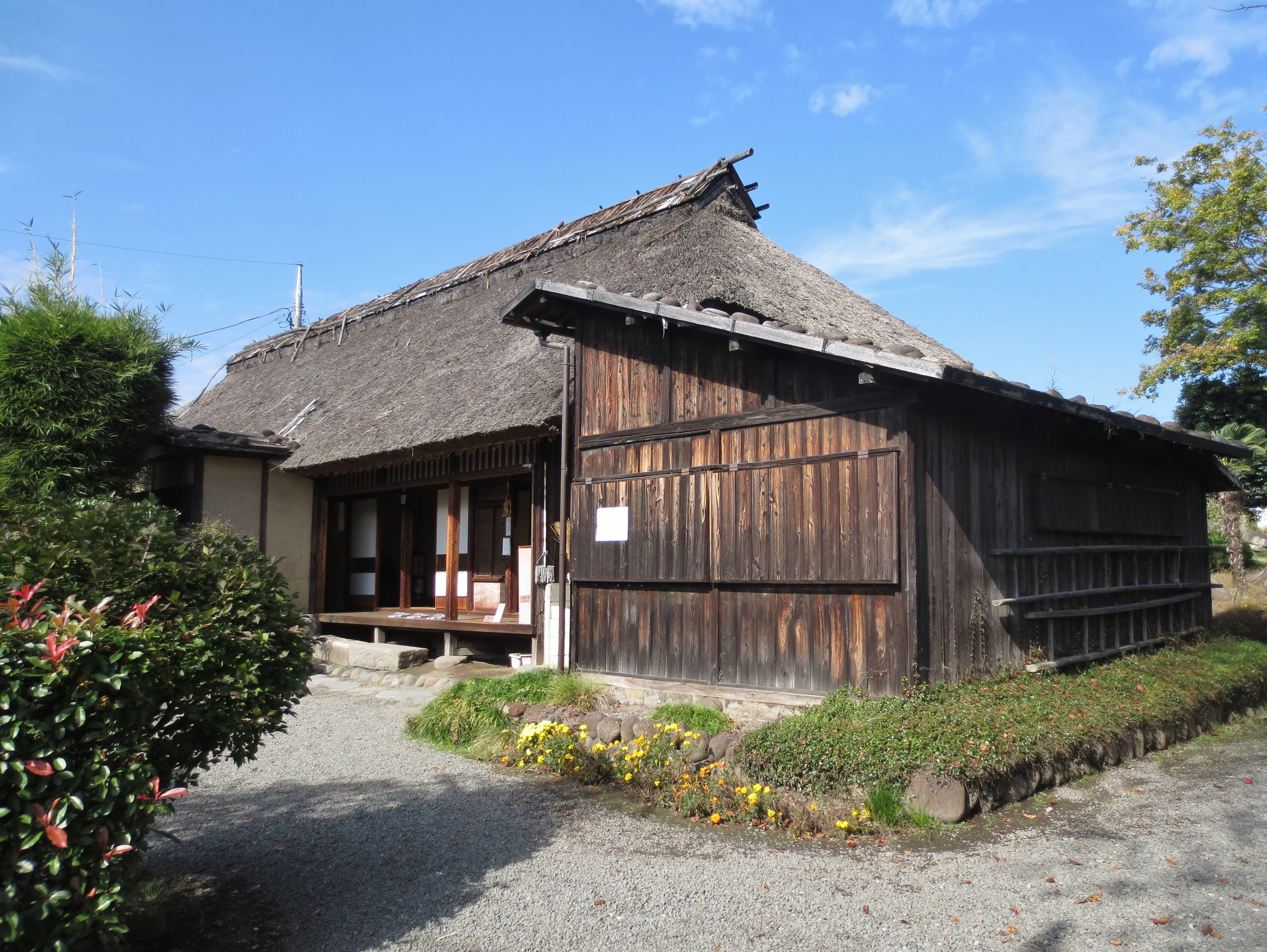
新島襄旧宅

## 関連文献
- 児玉幸多 『中山道を歩く』 中公文庫、1988年 ISBN 4122015561

## 隣の宿
中山道
板鼻宿 - 安中宿 - （安中原市のスギ並木） - 松井田宿